# Réginald Storms
Réginald Storms (n. 13 septembrie 1880, Oorbeek⁠(d), Province of Brabant⁠(d), Belgia – d. 24 februarie 1948, Brussel, Comunitatea Francofonă din Belgia⁠(d), Belgia) a fost un trăgător de tir ce a reprezentat Belgia, medaliat olimpic. A participat la o ediție a Jocurilor Olimpice (1908) în care a câștigat o medalie de argint.